# Эпштейн, Эстелинья
Эстелинья Эпштейн (порт. Estelinha Epstein; 25 февраля 1914, Кампинас — 8 июля 1980, Агуас-ди-Сан-Педру) — бразильская пианистка.
С ранних лет училась игре на фортепиано у своего дяди Иосифа (Жозе) Клиасса, впервые выступила с концертом в 1922 году, на следующий год исполнила 23-й концерт Вольфганга Амадея Моцарта в Сан-Паулу, в 1926 году повторила его же в Рио-де-Жанейро с оркестром под управлением Франсиско Браги.
В 1927 году отправилась для продолжения образования в Европу, училась в Берлине у Артура Шнабеля. Концертировала также во Франции и Италии. После прихода к власти нацистов в 1933 году вынуждена была вернуться в Бразилию. Широко гастролировала по своей стране, особенно по северной её части. В 1947 и 1950 гг. совершила гастрольные поездки в Европу, выступив во Франции и Нидерландах. Преимущественно выступала как солистка, изредка как аккомпаниатор (в частности, с актрисой и певицей Мадаленой Никол). В 1958 году записала свой первый альбом, в 1968 году выпустила второй диск — полную запись цикла Эйтора Вилла-Лобоса «Сирандиньи».
Имя пианистки носит улица (порт. Rua Estelinha Epstein) в её родном городе.